# Turburea
Turburea é uma comuna romena localizada no distrito de Gorj, na região de Oltênia. A comuna possui uma área de 67.54 km² e sua população era de 4653 habitantes segundo o censo de 2007.